# Alicia Brown
Alicia Brown (* 21. Januar 1990 in Ottawa) ist eine kanadische Leichtathletin, die im Sprint antritt und sich auf die 400-Meter-Distanz spezialisiert hat.

## Sportliche Laufbahn
Erste internationale Erfahrungen sammelte Alicia Brown im Jahr 2013, als sie bei der Sommer-Universiade in Kasan in 52,08 s den vierten Platz über 400 Meter belegte und mit der kanadischen 4-mal-400-Meter-Staffel in 3:32,93 min die Silbermedaille hinter dem Team aus Russland gewann. Anschließend schied sie bei den Weltmeisterschaften in Moskau mit 53,26 s in der ersten Runde aus und verpasste mit der Staffel mit 3:31,04 min den Finaleinzug. Mitte September gelangte sie bei den Spielen der Frankophonie in Nizza mit 53,66 s auf Rang vier im Einzelbewerb und gewann mit der Staffel in 3:34,25 min die Silbermedaille hinter dem rumänischen Team. Nach einer zweijährigen Wettkampfpause qualifizierte sie sich 2016 über 400 Meter für die Teilnahme an den Olympischen Sommerspielen in Rio de Janeiro und kam dort mit 52,27 s nicht über den Vorlauf hinaus. Mit der Staffel erreichte sie aber das Finale und klassierte sich dort mit 3:26,43 min auf dem vierten Platz.
Bei den IAAF World Relays 2017 auf den Bahamas wurde sie mit 3:35,07 min Zweite im B-Finale der 4-mal-400-Meter-Staffel und im Jahr darauf sicherte sie sich bei den NACAC-Meisterschaften in Toronto in 3:28,04 min gemeinsam mit Micha Powell, Aiyanna Stiverne und Travia Jones die Bronzemedaille hinter den Teams aus den Vereinigten Staaten und Jamaika. Bei den IAAF World Relays 2019 in Yokohama belegte sie in 3:28,21 min den vierten Platz in der Frauenstaffel und verhalf der Mixed-Staffel über 4-mal 400 Meter zum Finaleinzug. Im Oktober gelangte sie bei den Weltmeisterschaften in Doha bis ins Finale und wurde dort wegen einer Bahnübertretung disqualifiziert. 2021 siegte sie in 51,82 s beim La Classique D'athlétisme De Montréal und startete anschließend mit der Frauenstaffel bei den Olympischen Sommerspielen in Tokio und belegte dort mit 3:21,84 min im Finale erneut den vierten Platz.
In den Jahren 2013 und 2021 wurde Brown kanadische Meisterin im 400-Meter-Lauf sowie 2021 auch in der 4-mal-400-Meter-Staffel.

## Persönliche Bestleistungen
- 400 Meter: 51,82 s, 29. Juni 2021 in Montreal
  - 400 Meter (Halle): 53,18 s, 14. Februar 2020 in Boston